# ヤン・カラモウ
ヤン・カラモウ（Yann Karamoh, 1998年7月8日 - ）は、コートジボワール・アビジャン出身のサッカー選手。セリエA・トリノFC所属。ポジションはフォワード。

## 経歴

### クラブ
コートジボワール出身で、2歳の時に家族とともにフランスに移住した。2011年にSMカーンの下部組織に加入し、2016年8月13日、リーグ・アン・開幕戦のFCロリアン戦でトップチームデビューした。2016-17シーズンはリーグ戦35試合に出場した。
2017年8月31日、セリエA・インテルナツィオナーレ・ミラノに移籍した。2年間のレンタルの形で買取義務が付いており、買い取る際の移籍金は550万ユーロ。2018年2月11日、セリエA・24節のボローニャFC戦で移籍後初得点を挙げ、チームの勝利に貢献した。
2018年8月31日、リーグ・アン・FCジロンダン・ボルドーに1年の期限付きで移籍することが発表された。2019年2月6日に行われたクープ・ドゥ・ラ・リーグのRCストラスブール戦に敗れた後の行動が問題視され、一時的に契約を解除することがボルドーから発表された。
2019年7月17日、買い取り義務付きの1年間ローン移籍でパルマ・カルチョに加入する。
2022年9月1日、トリノFCに完全移籍した。

### 代表
各年代のフランス代表でプレーしていた。